# テイオウムカシヤンマ
テイオウムカシヤンマ（帝王昔蜻蜓, Petalura ingentissima）は、ムカシヤンマ科のトンボの一種。原始的なトンボであり、「生きた化石」とも呼ばれる。トンボの中では最大である。

## 分類
1908年、昆虫学者のRobert John Tillyardによって記載された。種小名はラテン語で「巨大な」を意味する形容詞に由来する。本種が分類されるPetalura 属は、オーストラリア固有の5種が含まれる。

## 分布と生態
オーストラリアのクイーンズランド州。ヤゴは川辺に巣穴を作り、通り過ぎた獲物を捕食する。成虫は秋頃に出現する。

## 形態
体は黒く、黄色い模様があり、尾は花びらのような形をしている。オニヤンマよりも遥かに大きく、体長125 mm、翼開長は158 - 162 mmに達する。全体的には最大のトンボだが、翼開長はトゲオヤンマ属やハビロイトトンボの方が長く、翅面積はアゲハヤンマの方が大きい。幼虫は6 cm程度。

## ギャラリー

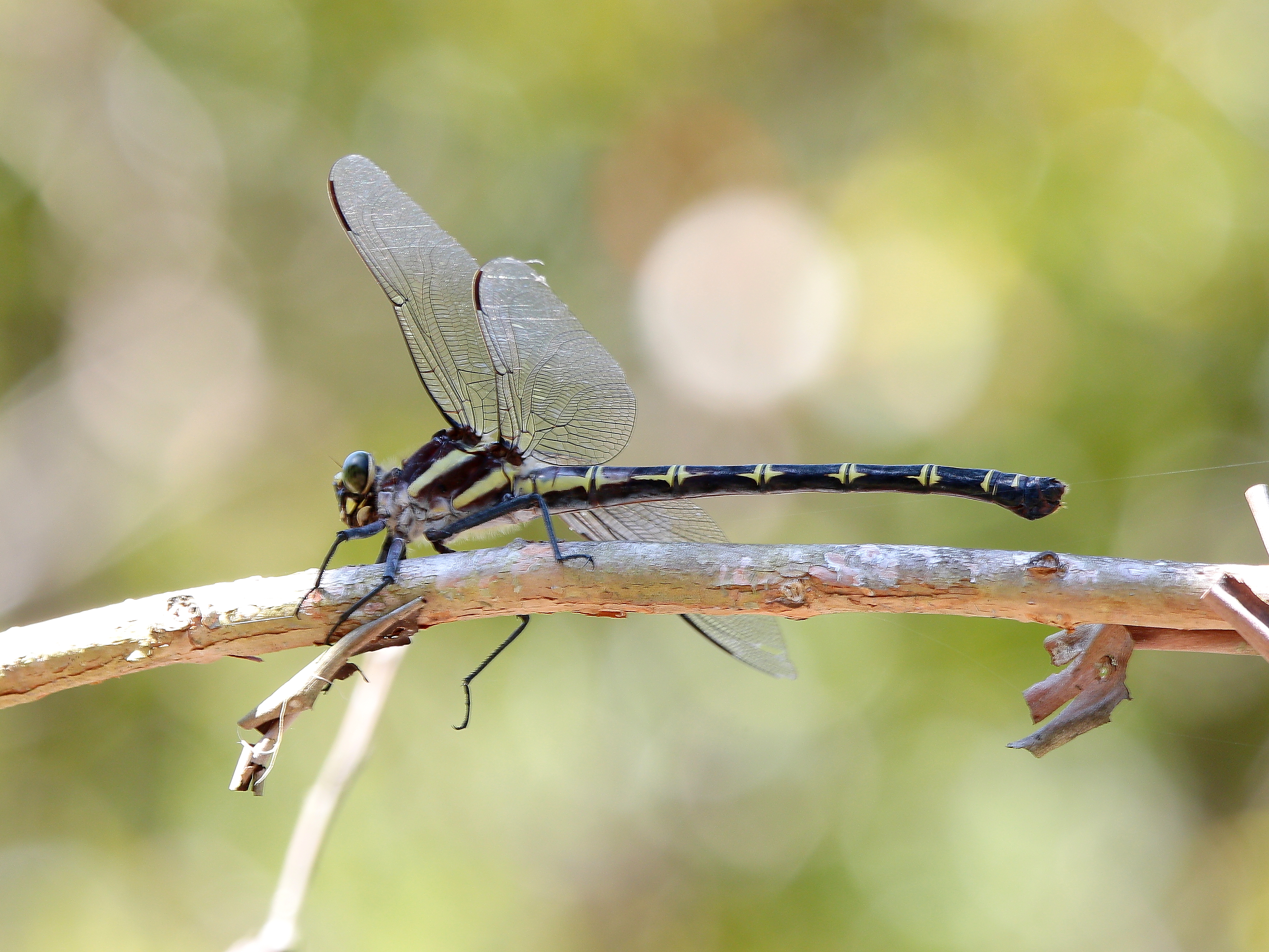
雌
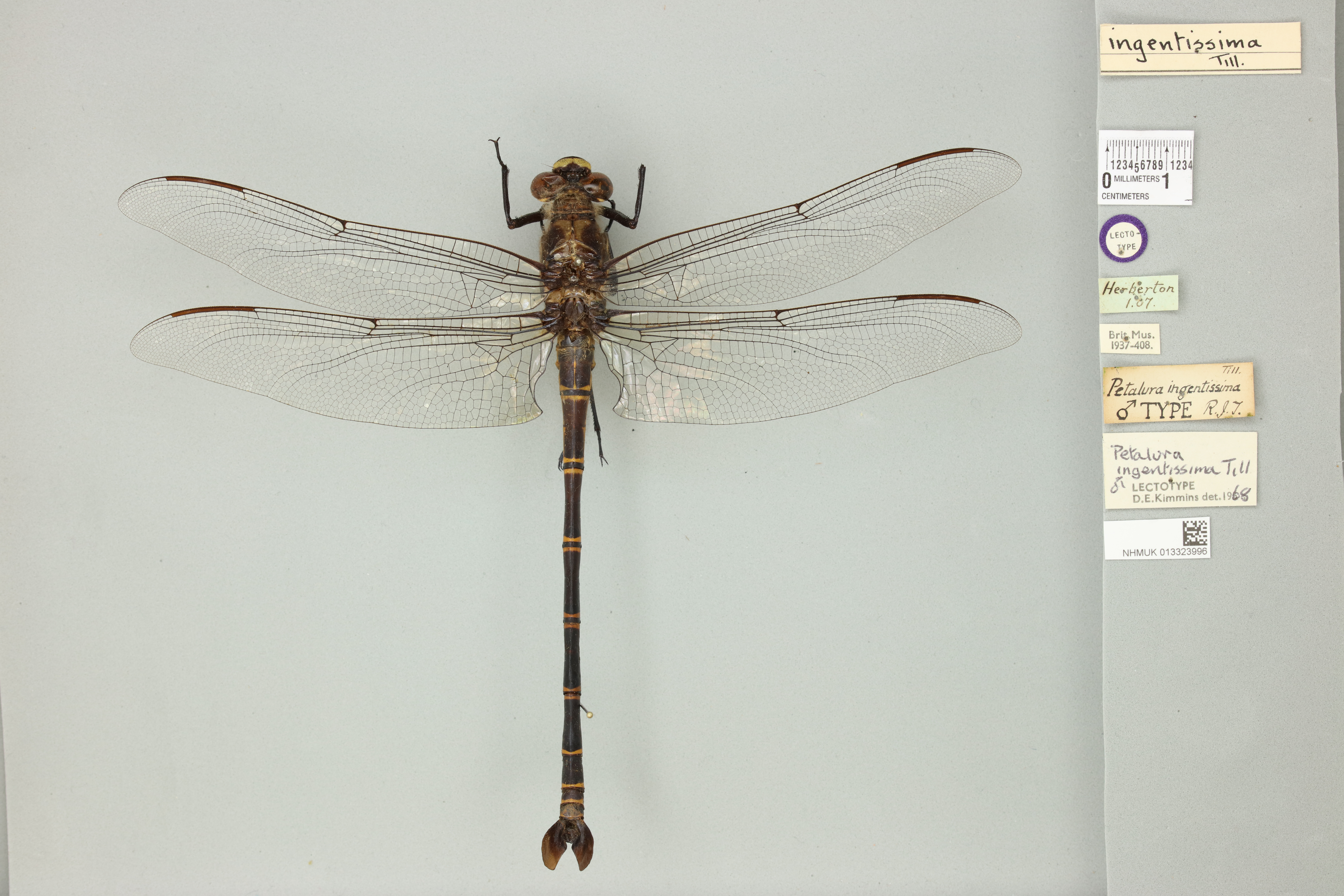
ロンドン自然史博物館にある雄の標本
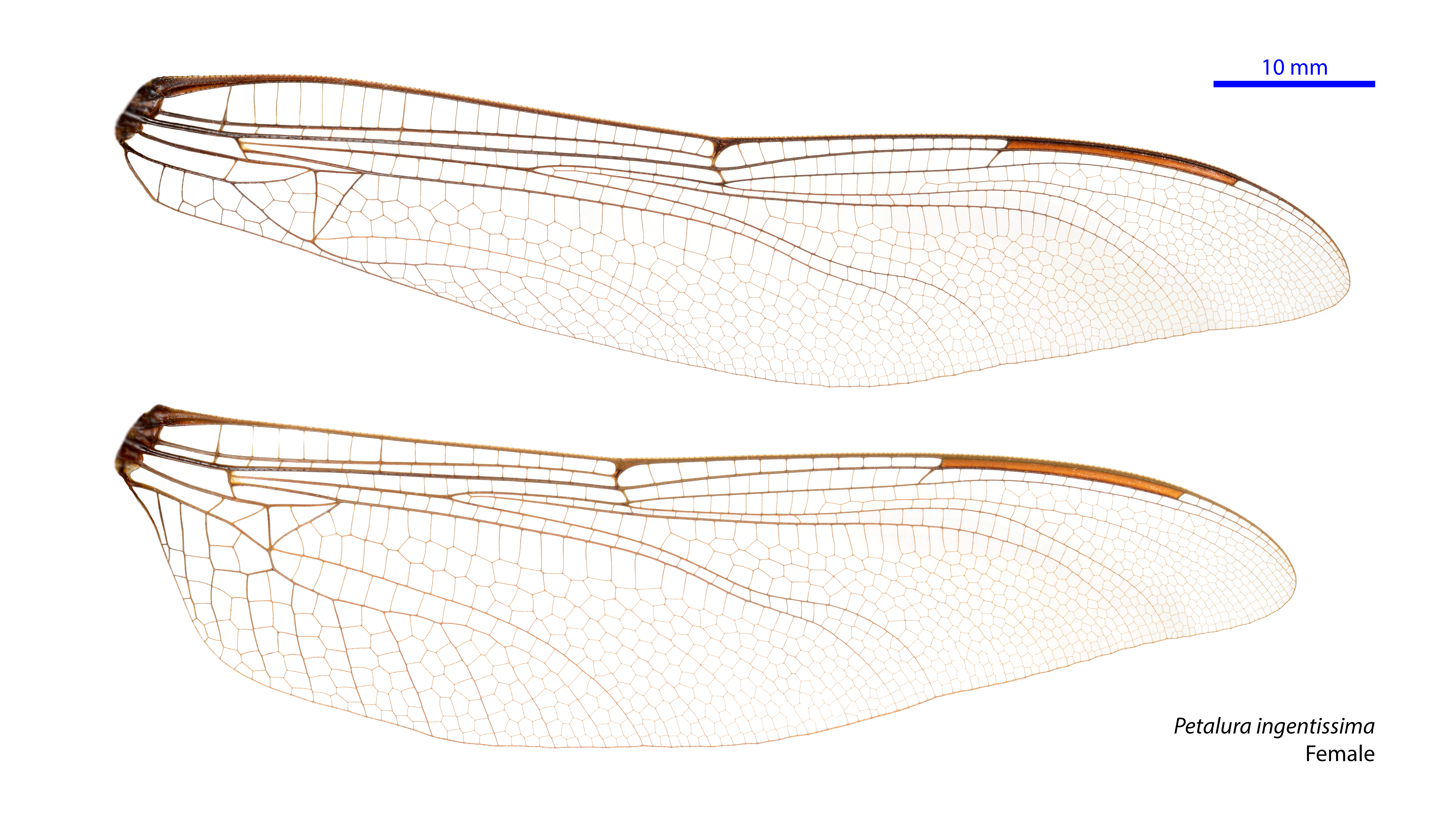
雌の翅
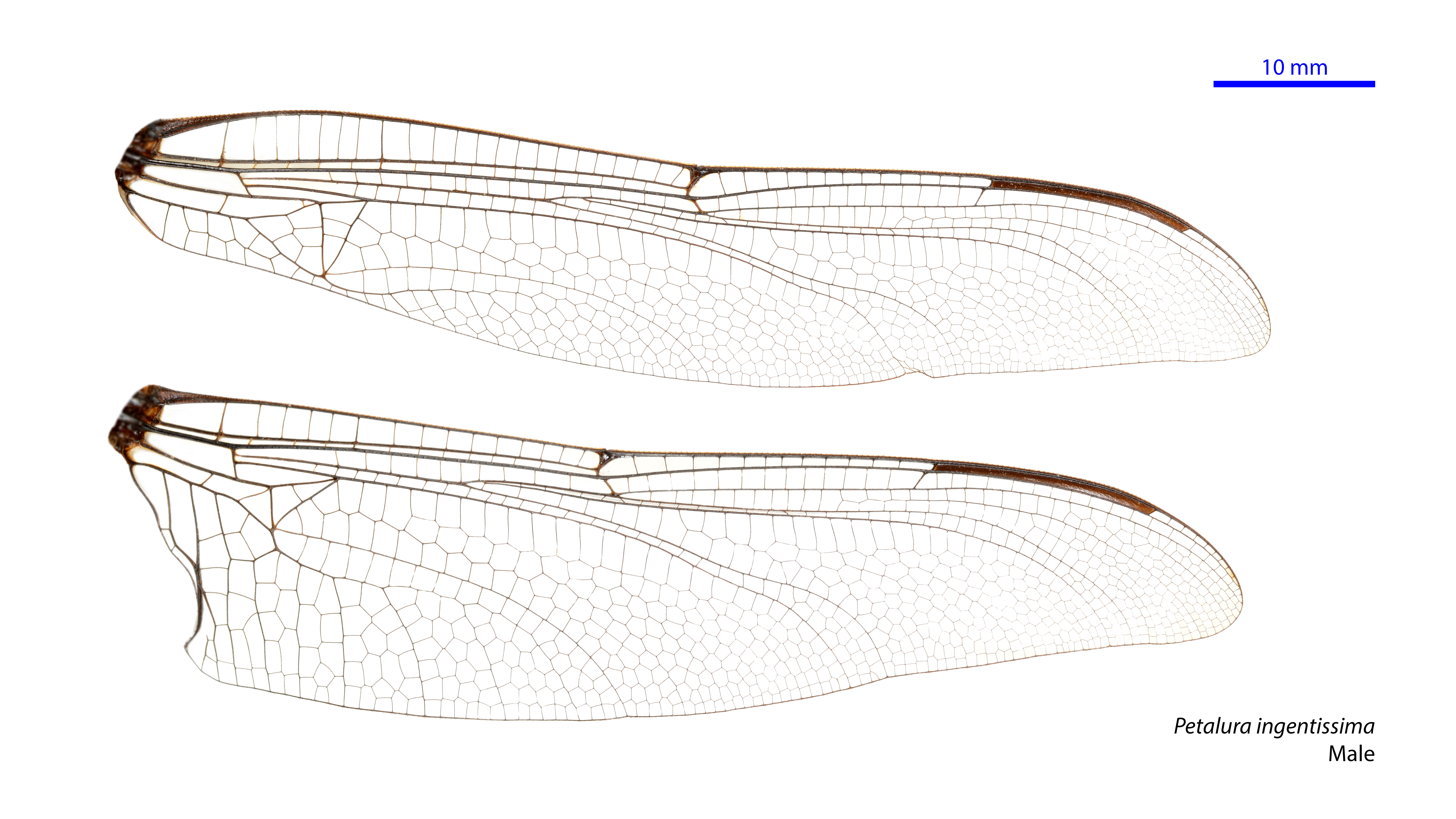
雄の翅